# Perlativo
Il caso perlativo "esprime che qualcosa si è spostato 'attraverso' o 'lungo' il referente o il nome contraddistinto da tale desinenza. Il caso si trova nelle lingue australiane aborigene kuku-yalanji e in tocario. 